# Filtrazione (matematica)
Nella teoria delle probabilità una filtrazione, o base stocastica, su uno spazio {\displaystyle (\Omega ,{\mathcal {A}},P)} è una famiglia crescente {\displaystyle {\mathcal {F}}=({\mathcal {F}}_{t})_{t\in I}} di sottotribù di {\displaystyle {\mathcal {A}}}, con {\displaystyle I\subseteq \mathbb {R_{+}} }. Intuitivamente ogni {\displaystyle {\mathcal {F}}_{t}} rappresenta l'informazione disponibile all'istante {\displaystyle t\in I}, ossia tutti gli eventi per i quali si può sapere che si siano verificati oppure no.

## Tipi di filtrazione

### Filtrazione completa
Una filtrazione si dice completa se e solo se appartiene ad uno spazio di probabilità completo e per ogni {\displaystyle t\in I} la {\displaystyle \sigma }-algebra {\displaystyle {\mathcal {F}}_{t}} contiene tutti gli eventi di {\displaystyle {\mathcal {F}}} di probabilità nulla. Dato che lo spazio di probabilità è completo i sottoinsiemi degli eventi di probabilità nulla sono a loro volta degli eventi contenuti in {\displaystyle {\mathcal {A}}}.

### Filtrazione continua a destra
Una filtrazione si dice continua a destra se e solo se {\displaystyle \forall {t\in I},{\mathcal {F}}_{t}={\mathcal {F}}_{t+}}, con {\displaystyle {\mathcal {F}}_{t+}=\bigcap _{u>t}^{\sup {I}}{\mathcal {F_{u}}}}. In base alla definizione si può vedere in modo intuitivo che in una filtrazione continua a destra la {\displaystyle \sigma }-algebra {\displaystyle {\mathcal {F}}_{t+}} contiene tutti gli eventi dei quali si può sapere la verificabilità o meno agli istanti di tempo successivi.

### Filtrazione ipotesi standard
Una filtrazione si dice che soddisfa le ipotesi standard se e solo se è completa e continua a destra.

## Spazio di probabilità filtrato
Uno spazio di probabilità {\displaystyle (\Omega ,{\mathcal {A}},P)} munito di una filtrazione {\displaystyle {\mathcal {F}}=({\mathcal {F}}_{t})_{t\in I}} è chiamato spazio di probabilità filtrato, o spazio filtrato e viene denotato con la quadrupla {\displaystyle (\Omega ,{\mathcal {A}},({\mathcal {F}}_{t})_{t\in I},P)}. Nel caso in cui lo spazio di probabilità sia munito di una filtrazione che soddisfa le ipotesi standard viene detto spazio filtrato standard.

## Processo stocastico adattato ad una filtrazione
Un processo stocastico {\displaystyle (X_{t})_{t\in I}}si dice adattato alla filtrazione {\displaystyle {\mathcal {F}}=({\mathcal {F}}_{t})_{t\in I}} se {\displaystyle \forall t\in I,X_{t}} è misurabile rispetto a {\displaystyle {\mathcal {F}}_{t}}. Quindi, per ogni {\displaystyle t} appartenente all'insieme dei valori {\displaystyle I} la variabile aleatoria {\displaystyle X_{t}} deve essere misurabile rispetto a {\displaystyle {\mathcal {F}}_{t}}. In questo caso viene anche detto che {\displaystyle X_{t}} è {\displaystyle {\mathcal {F}}_{t}}-misurabile, cioè la variabile aleatoria {\displaystyle X_{t}} è definita sullo spazio {\displaystyle (\Omega ,{\mathcal {F}}_{t},P)} con valori sullo spazio misurabile di arrivo{\displaystyle (E,{\mathcal {E}})}, ossia {\displaystyle X_{t}} è un'applicazione tale che {\displaystyle X_{t}:(\Omega ,{\mathcal {F}}_{t})\longrightarrow (E,{\mathcal {E}})}. Questo garantisce che per ogni valore {\displaystyle \omega } di {\displaystyle \Omega } appartenente alla filtrazione {\displaystyle {\mathcal {F}}_{t}}, la variabile aleatoria {\displaystyle X_{t}}, che prende come argomento {\displaystyle \omega }, è definita nell'insieme dei valori dato da {\displaystyle {\mathcal {E}}}. Si ottiene, così, la seguente definizione: {\displaystyle \{\omega \in {\mathcal {F_{t}}}:X_{t}(\omega )\in S\},\forall S\in {\mathcal {E}}}.

## Filtrazione naturale
La filtrazione naturale associata ad un processo stocastico {\displaystyle (X_{t})_{t\in I}} è definita come {\displaystyle {\mathcal {F}}_{t}^{X}=\sigma (X_{s}:s\leqslant t)\forall {t\in I}} ed è la più piccola filtrazione che rende {\displaystyle (X_{t})_{t\in I}} adattato, in quanto {\displaystyle \sigma (X_{s}:s\leqslant t)} è la più piccola tribù (o {\displaystyle \sigma }-algebra) generata da {\displaystyle (X_{s})_{s\leqslant t}}. La filtrazione naturale contiene la storia del processo {\displaystyle (X_{t})_{t\in I}} fino all'istante {\displaystyle t}.

## Processo stocastico prevedibile
Ponendo {\displaystyle I=\mathbb {N} }, un processo stocastico {\displaystyle (V_{n})_{n\geqslant 1}} si dice prevedibile rispetto alla filtrazione {\displaystyle {\mathcal {F}}=({\mathcal {F}}_{n})_{n\geqslant 0}} se e solo se per ogni {\displaystyle n} maggiore o uguale di {\displaystyle 1}, la variabile aleatoria {\displaystyle V_{n}}è misurabile rispetto a {\displaystyle {\mathcal {F}}_{n-1}}.